# Wandering Fires
Wandering Fires è un film muto del 1925 diretto e prodotto da Maurice Campbell. Basato su un soggetto di Samuel Hopkins Adams, aveva come interpreti Constance Bennett, George Hackathorne, Wallace MacDonald, Effie Shannon, Henrietta Crosman.

## Trama
Guerda Anthony, per proteggere la reputazione e il buon nome del fidanzato Rayomond, che si crede morto in guerra, sacrifica la propria di reputazione e quando conosce Norman Yuell, un giovane dalle idee puritane che la chiede in moglie, lei insiste per fargli conoscere, prima del matrimonio, ogni dettaglio dello scandalo in cui è rimasta coinvolta. Dopo le nozze, la loro felicità è insidiata dai dubbi di Norman sull'amore che la moglie prova per lui. Quando poi Raymond, che non è morto, ritorna, si scopre che è vittima di un'amnesia provocata dai traumi della guerra. Ritornare a casa e rivedere i luoghi familiari e le persone conosciute lo aiutano a riprendersi gradualmente. Piano piano riacquista la memoria e la sua testimonianza libera da ogni sospetto Guerda. Finalmente, Guerda e Norman trovano la felicità.

## Produzione
Il film, prodotto da Maurice Campbell, venne girato nei Whitman Bennett Glendale Studios.

## Distribuzione
Il copyright del film, richiesto dalla Arrow Pictures Corp., fu registrato il 23 novembre 1925 con il numero LP22043.
Distribuito dalla Arrow Film Corporation, il film uscì nelle sale statunitensi il 15 settembre 1925. Nel Regno Unito, lo distribuì la Film Booking Offices (FBO) il 20 dicembre 1926 con il titolo Should a Woman Tell in una versione di 1.735 metri ridotta di qualche metro rispetto a quella originale di 1.788 metri.
Copia completa della pellicola si trova conservata negli archivi del George Eastman House di Rochester.